# José Ortiga
José Ortiga Belmonte (Madrid, 23 de marzo de 1923 - Málaga, 3 de octubre de 2007) fue un pianista español.

## Biografía
José Ortiga Belmonte nació el 23 de marzo de 1923 en Madrid. Cuando tenía cinco años, perdió la visión por desprendimiento de ambas retinas como consecuencia de la caída de un triciclo. Cursó sus estudios en el Colegio Nacional de Ciegos de Chamartín que durante la Guerra Civil Española (1936-1939) trasladó a sus alumnos a Onteniente y allí recibió clases de piano de Rafael Rodríguez Albert. Una vez terminada la guerra, regresan a Madrid y continua su formación musical con José María Franco. Tras superar los exámenes de piano, la ONCE que se había hecho cargo del Colegio Nacional de Ciegos de Chamartín, le concedió una beca de ampliación de estudios en París. Proyecto que no pudo realizar debido a que Europa estaba inmersa en la Segunda Guerra Mundial y continuó los estudios en Madrid con Andrade de Silva y Teresa Alonso. En 1945 ocupó un puesto administrativo en la Delegación de la ONCE en Alicante, donde fijó su residencia.
Desde muy joven, compaginó su actividad administrativa con la música. Participó en seminarios, conferencias y como jurado en concursos para jóvenes intérpretes. Publicó varios libros de música en colaboración con José L. Barceló Amoros en las editoriales Edelvives y Piles. Alumnos de diferentes partes de España se desplazaban a Alicante para asistir a sus clases. Transcribió infinidad de partituras al sistema braille depositadas en el Centro Bibliográfico de la ONCE en Madrid y con sus recitales y conciertos con orquesta recorrió toda la geografía española, así como varios países europeos y Estados Unidos. En 1954 quedó finalista en el concurso "Alfredo Casella" en Nápoles y realizó una gira de conciertos por Italia, entre ellos el ofrecido en la Academia Española de Bellas Artes de Roma.
En 1979 grabó su primer disco en los Estudios Sonoland de Madrid bajo el título Concierto de piano y con la producción de Bartolomé Espadalé. En 1980 realizó una gira de catorce conciertos por distintas ciudades de Polonia como Varsovia, Ostrow o la Casa Museo Chopin en Zelazowa Wola. Algunos de estos conciertos fueron retransmitidos en directo por radio a todo el país. El 4 de mayo de 1985 hizo su presentación en Estados Unidos con un recital en el Carnegie Hall de Nueva York. 
El 23 de mayo de 1986 participó en el Concierto homenaje al compositor Fermín Gurbindo en el Teatro Real de Madrid retransmitido por Televisión Española.
De 1987 a 1990, realizó giras periódicas como solista de la New American Chamber Orchestra bajo la dirección de Misha Rachlevsky por diferentes ciudades de España, Francia, Alemania y Luxemburgo. En agosto de 1991 regresa de nuevo a Estados Unidos en una gira de recitales por varias ciudades de Florida. Ese mismo año se estrena una obra que la ONCE encargó al compositor Roman Alís para José Ortiga. Esta obra, Concierto para piano y Orquesta de Cuerda op.155, se estrena en el Teatro Principal de Alicante el 29 de noviembre de 1991 con la Orquesta de la Comunidad de Madrid bajo la dirección de Miguel Groba y el propio José Ortiga al piano. Este concierto se repetirá en el Teatro Principal de Castellón y en el Auditorio Nacional de Música en Madrid.
Durante toda su carrera, estuvo muy vinculado al pueblo de Deyá en Mallorca. Allí pasaba todos los veranos y participaba habitualmente en su Festival Internacional de Música. En los años 2002 y 2004 forma parte del comité organizador y artístico de las dos primeras ediciones del Concurso Internacional Joaquín Rodrigo. El 18 de mayo de 2008 se ofreció en el Aula de Cultura CAM de Alicante un Concierto homenaje. Actuó la pianista Suzanne Bradbury en la primera parte y la Orquesta Sinfónica de Dolores dirigida por Gabriel García y Juan Carlos Vázquez como solista, en la segunda. El acto fue patrocinado por la ONCE, la CAM y el Instituto Alicantino de Cultura Juan Gil-Albert.

## Discografía
- 1979 - Concierto de Piano. Obras de Scarlatti, Chopin, Grieg, Villa-Lobos, Bartók, Debussy, Albeniz y Poulenc. La portada del disco es una obra de Arcadio Blasco, perteneciente a la serie "Proyectos Ornamentales para Defenderse del Miedo".
- 1987 - José Ortiga, piano. Obras de Soler, Granados, Albeniz, Usandizaga y Chopin.
- 1987 - Recordando a Fermín Gurbindo. Interpreta Lamento negro y Sonatina para flauta y piano. Premio de la dirección de la Revista Ritmo en 1987.[22]
- 1988 - New American Chamber Orchestra - José Ortiga. Obras de Mozart y Tchaikovsky. Grabación en directo en el Ateneo de Madrid.
- 1989 - Compositores Alicantinos siglo XX - Colección Intérpretes Alicantinos n.º 1. Con obras de Oscar Esplá y Rodríguez Albert.

## Libros
- Teoría de la Música: Nivel 1-2-3-4 y 5. Piles, Editorial de Música, 1991, 1992, 1993 y 1994.
- Dictado Musical: Cuaderno para el alumno y Cuaderno para el profesor. Nivel iniciación, 1-2-3-4 y 5. Piles, Editorial de Música, 1987, 1988 y 1991.
- Música BUP 1. Editorial Edelvives, 1991 y 1995.